# 回廊

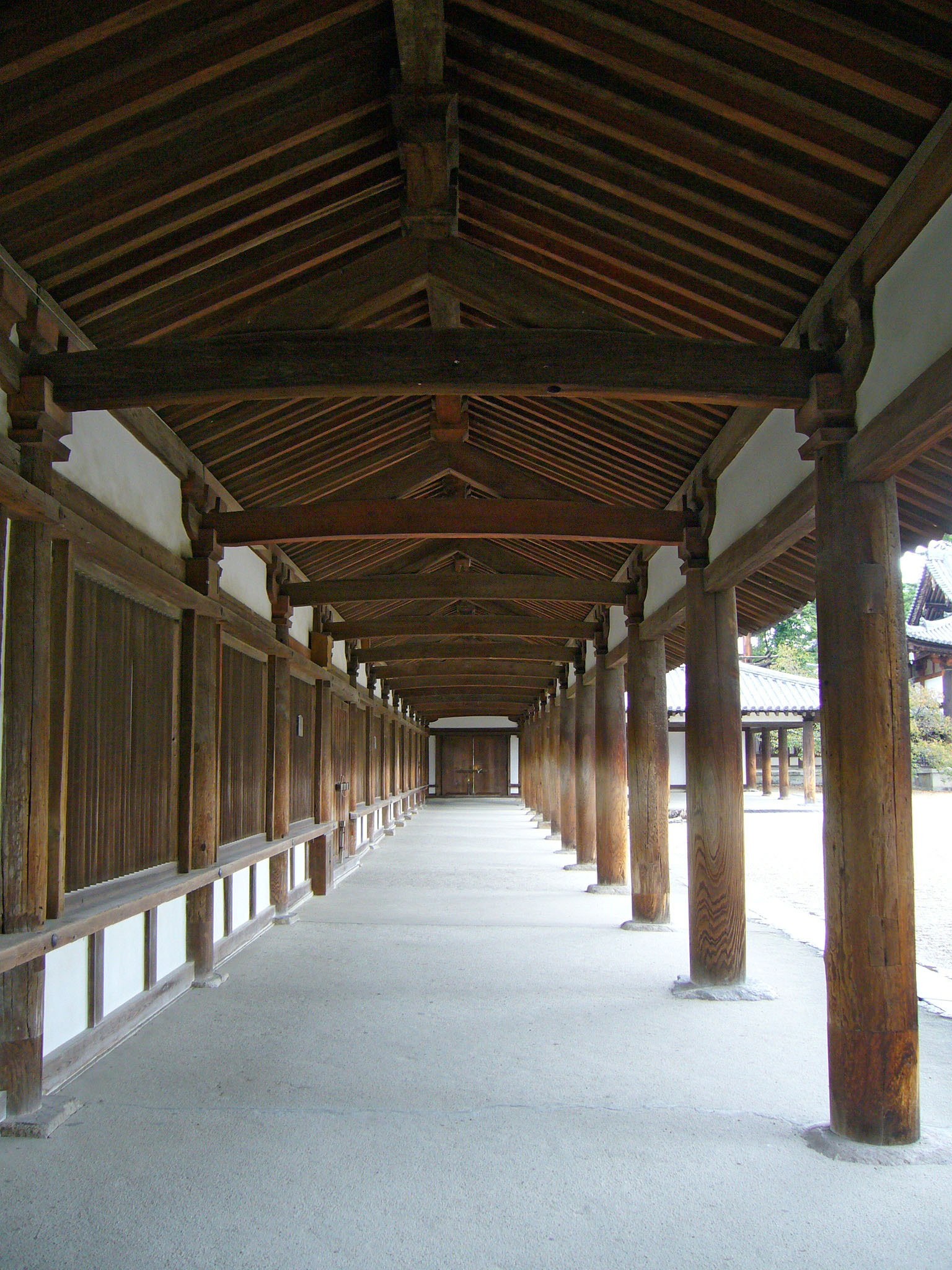
日本法隆寺东院伽蓝回廊

回廊是围合庭院的廊，一般都是沿墙廊或廊庑。中国古代的建筑中，回廊将中轴线上的建筑连接起来，构成廊院。
抄手游廊也是回廊的一种。